# فترة الهيكل الثاني

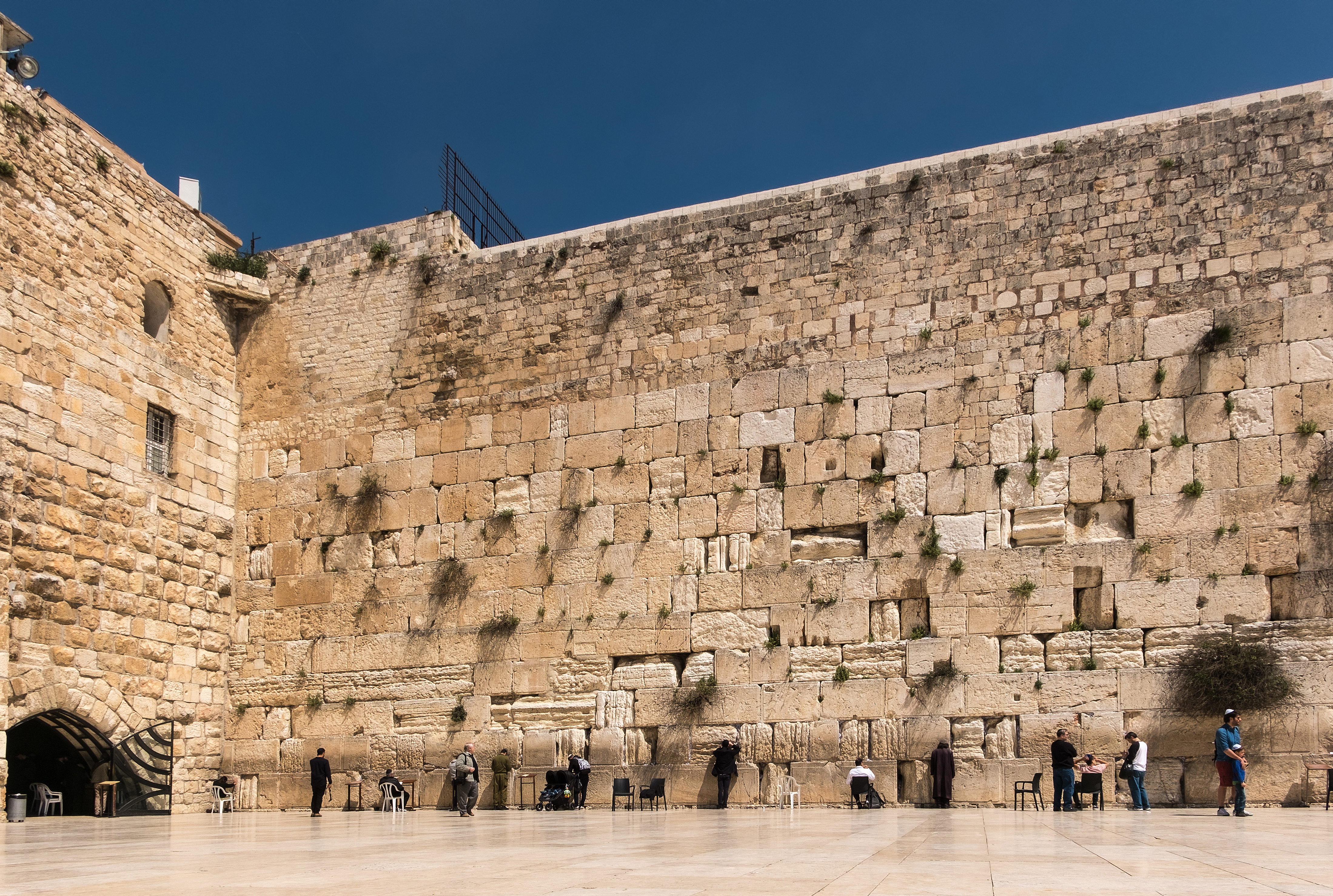
اليهود في المشرق

امتدت فترة الهيكل الثاني في تاريخ اليهود من عام 516 قبل الميلاد إلى عام 70 بعد الميلاد عندما كان الهيكل الثاني قائمًا في القدس. ظهرت طوائف الفريسيين والصدوقيين والأسينيين والغيورين والمسيحية المبكرة خلال هذه الفترة. انتهت فترة الهيكل الثاني بالحرب اليهودية الرومانية الأولى وتدمير الرومان للقدس والهيكل.
بعد وفاة آخر الأنبياء اليهود في العصور القديمة عندما كان اليهود ما يزالون تحت الحكم الفارسي، أصبحت زعامتهم الروحية في قبضة خمس ثنائيات متعاقبة من الزعماء الدينيين. ازدهروا في البداية تحت حكم الفرس (نحو 539 - 332 قبل الميلاد)، ثم تحت حكم الإغريق (نحو 332 - 167 قبل الميلاد)، ثم في ظل المملكة الحشمونية المستقلة (140 - 37 قبل الميلاد)، ثم تحت حكم الرومان (63 قبل الميلاد - 132 بعد الميلاد).
خلال هذه الفترة، يمكن القول إن يهودية الهيكل الثاني تأثرت بثلاث أزمات رئيسية ونتائجها، إذ تفاعلت معها جماعات شتّى من اليهود تفاعلًا مختلفًا. حلّ دمار مملكة يهوذا أولًا في عام 587/6 قبل الميلاد، عندما خسر اليهود استقلالهم وحكمهم الملكي ومدينتهم المقدسة والهيكل الأول ونُفِيوا جزئيًا إلى بابل. ونتيجة لذلك، واجهوا أزمة لاهوتية تتعلق بطبيعة الإله وقوته وصلاحه، وتعرضوا للتهديد ثقافيًا وعرقيًا وشعائريًا، إذ قُذف بهم على مقربة من الشعوب والجماعات الدينية الأخرى. تركهم غياب الأنبياء المعروفين في وقت لاحق من هذه الفترة من دون نسختهم من التوجيه الإلهي حين كانوا في أمس الحاجة إلى الدعم والتوجيه. تمثّلت الأزمة الثانية في تنامي تأثير الهلنستية في اليهودية الذي بلغ ذروته في ثورة المكابيين عام 167 قبل الميلاد. وتجسّدت الأزمة الثالثة في الاحتلال الروماني للمنطقة، ونهب بومبيوس القدس عام 63 قبل الميلاد. شمل ذلك تعيين مجلس الشيوخ الروماني هيرودس الأول ملكًا لليهود، وإنشاء المملكة الهيرودية في يهودا التي تضم أجزاء مما هو اليوم إسرائيل والأراضي الفلسطينية والأردن ولبنان وسوريا.

## بناء الهيكل الثاني
اكتمل بناء الهيكل الثاني تحت إشراف آخر ثلاثة أنبياء يهود، حجاي وزكريا وملاخي، بموافقة وتمويل فارسي.
بناءً على الرواية التوراتية، بعد العودة إلى صهيون من النفي البابلي في عهد زربابل، اتُّخذت الترتيبات على الفور لإعادة تنظيم مقاطعة يهود المهجورة بعد زوال مملكة يهوذا منذ سبعين عامًا. بعد أن أنهى حشد الحجاج المؤلف من 42,360 حاجًا الرحلة الطويلة والمغمّة من ضفاف نهر الفرات إلى القدس التي استغرقت أربعة أشهر تقريبًا، كانوا متحمسين بوازع ديني قوي في جميع تحضيراتهم، وشُغلهم الشاغل استعادة دار عبادتهم القديم بإعادة بناء معبدهم المدمر وممارسة طقوس الأضاحي المعروفة باسم قوربانوت.
بدعوة من الحاكم زربابل الذي أظهر لهم مثالًا رائعًا للسخاء بمساهمته شخصيًا بألف دريك ذهبي إلى جانب الهدايا الأخرى، أغدق الناس الهدايا على الخزانة المقدسة بحماس منقطع النظير. أقاموا أولًا مذبح الله في المكان الذي كان قائمًا فيه سابقًا وكرّسوه، ثم أزالوا أكوام الأنقاض المتفحمة التي شغلت موقع الهيكل القديم؛ وفي الشهر الثاني من العام الثاني (535 قبل الميلاد) وُضعت أسس الهيكل الثاني وسط حماس وابتهاج جماهيري كبير. حظيت هذه الخطوة باهتمام واسع، مع أن المتفرجين نظروا إليها بمشاعر مختلطة.
قدّم السامريون -سكان عاصمة ما كان مملكة إسرائيل- مقترحاتهم للمساعدة في أعمال البناء. ولكن زربابل والشيوخ رفضوا هذا التعاون إيمانًا بأن اليهود يجب أن يبنوا الهيكل دون مساعدة. وسرعان ما انتشرت أقاويل مسيئة عن اليهود. وفقًا لعزرا 4:5 سعى السامريون إلى «إحباط هدفهم» وأرسلوا رسلًا إلى إكباتان وسوسة، ما أدى إلى تعليق أعمال البناء.
بعد سبع سنوات، توفي كورش الكبير الذي سمح لليهود بالعودة إلى وطنهم وإعادة بناء الهيكل، وخلفه ابنه قمبيز. عند وفاة قمبيز، اغتصب «سميردس المزيف» العرش لمدة سبعة أو ثمانية أشهر، ثم أصبح داريوس الأول ملكًا (522 قبل الميلاد). استؤنفت أعمال إعادة بناء الهيكل في السنة الثانية لهذا الملك واستمرت حتى اكتماله في ظل تحفيز المستشارين المخلصين ومواعظ النبيَّين حجاي وزكريا. أصبح الهيكل جاهزًا للتكريس في ربيع عام 516 قبل الميلاد، بعد مرور أكثر من عشرين عامًا على العودة من النفي. اكتمل الهيكل في اليوم الثالث من شهر أذار، في السنة السادسة من حكم الملك داريوس، وسط ابتهاج جميع الناس مع أنه كان واضحًا أن اليهود لم يعودوا شعبًا مستقلًا، وإنما خاضعين لقوة خارجية. يتضمن سفر حجاي تنبؤًا بأن مجد الهيكل الأخير سيكون أعظم من مجد الأول.

## الحقبة الهلنستية
هزم الإسكندر الأكبر الفرس في عام 332 قبل الميلاد. بعد وفاة الإسكندر وتقسيم إمبراطوريته بين جنرالاته، تشكلت المملكة السلوقية.
خلال هذه الفترة تأثرت تيارات من اليهودية بالفلسفة الهلنستية التي نشأت في القرن الثالث قبل الميلاد، ولا سيما الشتات اليهودي في الإسكندرية، وبلغت ذروتها في تجميع الترجمة السبعينية. يعد فيلون أحد المدافعين البارزين عن التكافل بين اللاهوت اليهودي والفكر الهلنستي.

## السلالة الحشمونية
أدى تدهور العلاقات بين اليهود الهيلينيين واليهود المتدينين إلى قيام الملك السلوقي أنطيوخوس الرابع الظاهر بفرض مراسيم تحظر بعض الطقوس والتقاليد الدينية اليهودية. نتيجة لذلك، تمرد اليهود الأرثوذكس تحت قيادة الأسرة الحشمونية (المعروفة أيضًا باسم المكابيين). أدت هذه الثورة في النهاية إلى تشكيل مملكة يهودا المستقلة تحت حكم السلالة الحشمونية التي استمرت من 165 إلى 37 قبل الميلاد. تفككت السلالة الحشمونية في النهاية نتيجة للحرب الأهلية بين ابني سالومي ألكسندرا: هيركانوس الثاني وأرسطوبولس الثاني. لم يرغب الشعب في أن يحكمه ملك وإنما أراد رجل دين ثيوقراطي، فوجه نداءه بهذا الشأن إلى السلطات الرومانية. حصل التدخل الروماني في الحرب الأهلية في يهودا بعد حملة الغزو على سوريا وضمها بقيادة بومبيوس. وسرعان ما طلب الأخ المنافس الحشموني الموالي للفرثيين الدعم الفرثي وتغير العرش حتى أسس هيرودس الأول نفسه ملكًا جديدًا على يهودا تابعًا للرومان.